# فلاديمير شانتوريا
فلاديمير شانتوريا (مواليد 1 يوليو 1978) هو ملاكم جورجي، مثّل بلاده في الألعاب الأولمبية الصيفية 2000.

## روابط خارجية
فلاديمير شانتوريا على موقع بوكس ريك (الإنجليزية) (registration required)
- فلاديمير شانتوريا على موقع شيردوغ (الإنجليزية)
- فلاديمير شانتوريا على موقع اللجنة الأولمبية الدولية (الإنجليزية)
- فلاديمير شانتوريا على موقع أوليمبيديا (الإنجليزية)